# بونتوس سكوغلاند
بونتوس سكوغلاند (بالسويدية: Pontus Skoglund)‏ هو عالم وراثة وعالم سويدي، ولد في 3 مارس 1984.